# Geitøya (Averøy)

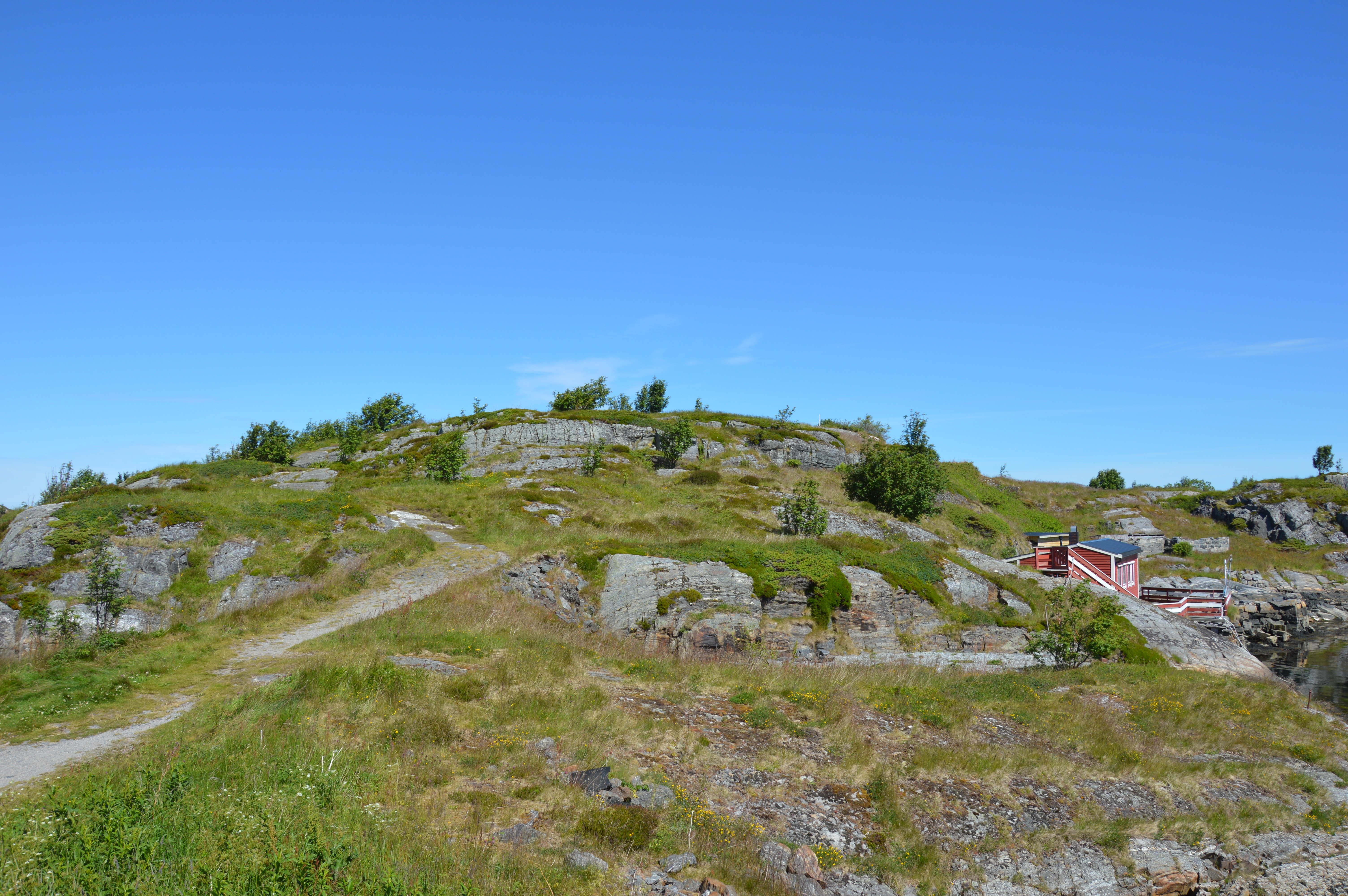
Geitøya, Blick von Süden auf den nördlichen Teil

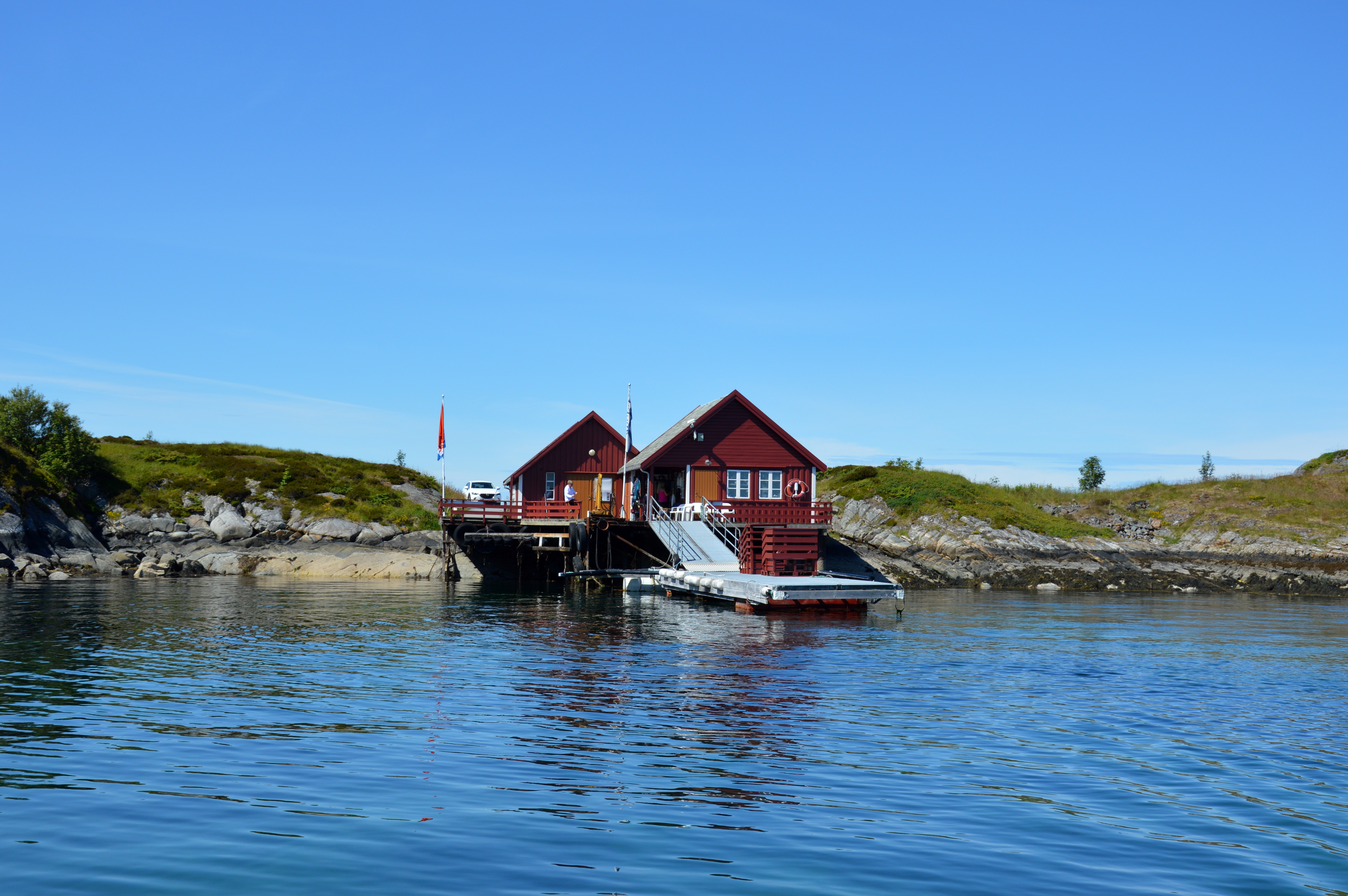
Bootssteg

Geitøya ist eine Insel an der norwegischen Küste des Europäischen Nordmeers und gehört zur Gemeinde Averøy in der Provinz Møre og Romsdal. 
Sie liegt am Ausgang des Lauvøyfjord. Über den südlichen Teil der Insel führt die hier den Fjord querende bekannte Atlantikstraße entlang, an der auf der Insel ein Parkplatz besteht. Nach Osten führt die Straße über die Geitøysund-Brücke zur benachbarten Insel Storlauvøya. Südwestlich schließt sich die kleine Insel Grisen an. Nordöstlich liegt Seiskjæret.
Die zerklüftete Insel erreicht von Nordosten nach Südwesten eine Länge von bis zu 400 Metern bei einer Breite von bis zu 300 Metern. Die nur karg bewachsene Insel erreicht eine Höhe von bis zu etwa 15 Metern. Geitøya ist mit einigen kleineren Gebäuden bebaut. An ihrer östlichen Küste befindet sich ein Bootssteg von dem Fahrten zum etwas weiter nordöstlich gelegenen Håholmen abgehen. Am Bootssteg ist auch ein Souvenirgeschäft eingerichtet.